# Cleopatra (nome)
Cleopatra  è un nome proprio di persona italiano femminile.

## Varianti
- Ipocoristici: Clea[3], Cleo[3]
- Maschili: Cleopatro[2]

### Varianti in altre lingue
- Catalano: Cleòpatra[4], Cleopatra[4]
- Ceco: Kleopatra
- Croato: Kleopatra
- Francese: Cléopâtre[5]
  - Ipocoristici: Cléa[5], Cléo[3][5]
- Greco antico: Κλεοπάτρα (Kleopátra)[1][3][5]
  - Maschili: Κλεόπατρος (Kleópatros)[1][5]
  - Ipocoristici maschili: Κλωπᾶς (Klopâs)[1], Κλεόπας (Kleópas)[1][6]
- Inglese: Cleopatra[7]
  - Ipocoristici: Cleo[5][7]
- Latino: Cleopatra[1][3][5]
- Olandese: Cleopatra
- Polacco: Kleopatra
- Portoghese: Cleópatra
- Russo: Клеопатра (Kleopatra)
- Spagnolo: Cleopatra[4]
- Tedesco: Kleopatra
- Ucraino: Клеопатра (Kleopatra)

## Origine e diffusione

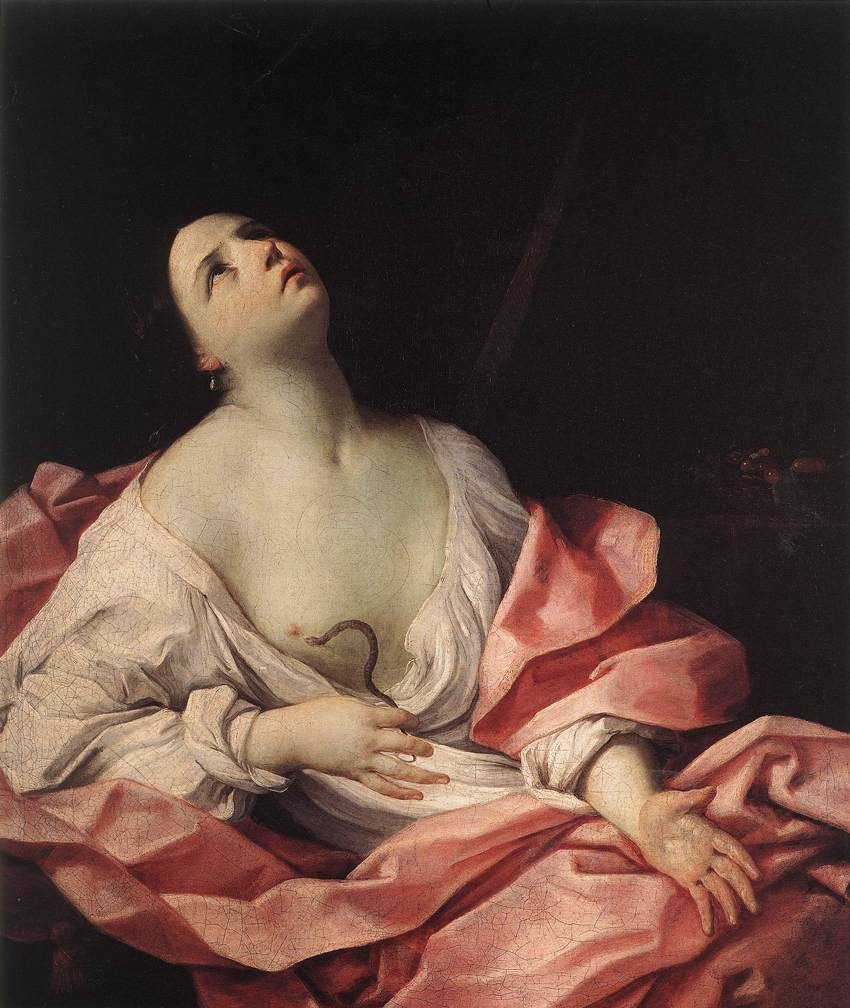
Cleopatra con l'aspide, di Guido Reni

Deriva, tramite il latino Cleopatra, dal nome greco Κλεοπατρα (Kleopatra); si tratta di un composto di κλέος (kléos, "fama", "gloria") e πατρός (patrós), genitivo di πατήρ (patḗr, "padre"), quindi il significato complessivo può essere interpretato come "di padri gloriosi", "che ha gloria per la sua stirpe", "gloria del padre". Entrambi gli elementi sono comuni nell'onomastica greca: il primo è presente in Pericle, Empedocle, Temistocle, Tecla ed Ercole, il secondo in Antipatro, ed entrambi, disposti nell'ordine inverso, formano il nome Patroclo. Va però notato che alcune fonti riconducono il primo elemento a κλείς (kleís, "chiave"), quindi "chiave per la patria (terra dei padri)". 
Il nome era comune nell'antica Grecia ed è presente anche nella mitologia con alcune figure secondarie, fra cui Cleopatra, moglie di Fineo re dei Traci, ripudiata e imprigionata dal marito e poi liberata dagli Argonauti, e Cleopatra Alcione, figlia di Idas e moglie di Meleagro. Era inoltre tradizionale in varie dinastie reali macedoni ed elleniche, specie in quella tolemaica, nella quale le donne con questo nome sono numerosissime: tra queste va citata in particolare Cleopatra, l'ultima regina a governare l'Egitto, amante di Giulio Cesare e poi di Marco Antonio; la sua figura è presente in numerose opere artistiche, letterarie, musicali e cinematografiche, che l'hanno resa talmente famosa che l'associazione tra nome e regina è quasi automatica. Proprio a questa notorietà è dovuto l'utilizzo del nome in Italia, che è scarso ma non nullo: è attestato per un terzo delle occorrenze in Lombardia, e disperso per le restanti.
Nel mondo greco, del nome era attestata anche la forma maschile Κλεόπατρος (Kleópatros), che veniva spesso abbreviata in Κλωπᾶς (Klopâs) o Κλεόπας (Kleópas); questo tipo di troncamento era frequente fra gli ebrei che venivano a contatto con la cultura ellenistica, i quali modificavano i nomi greci e romani per adattarli alla loro lingua (lo stesso processo si riscontra ad esempio in Antipatro, Antipater, mutato in Antipa, Antipas). Questo ipocoristico, latinizzato in Cleopas e passato in italiano come "Cleopa", sovente confuso con il nome Cleofa, venne portato da uno dei discepoli che videro Gesù a Emmaus dopo la sua resurrezione.

## Onomastico
L'onomastico si può festeggiare il 19 ottobre in memoria di una santa o beata Cleopatra, pia vedova della Palestina. Le chiese orientali ricordano anche una santa Cleopatra, monaca basiliana del X secolo, commemorata il 20 ottobre, mentre della santa Cleopatra che molti calendari italiani pongono al 23 ottobre i Bollandisti non fanno menzione.

## Persone

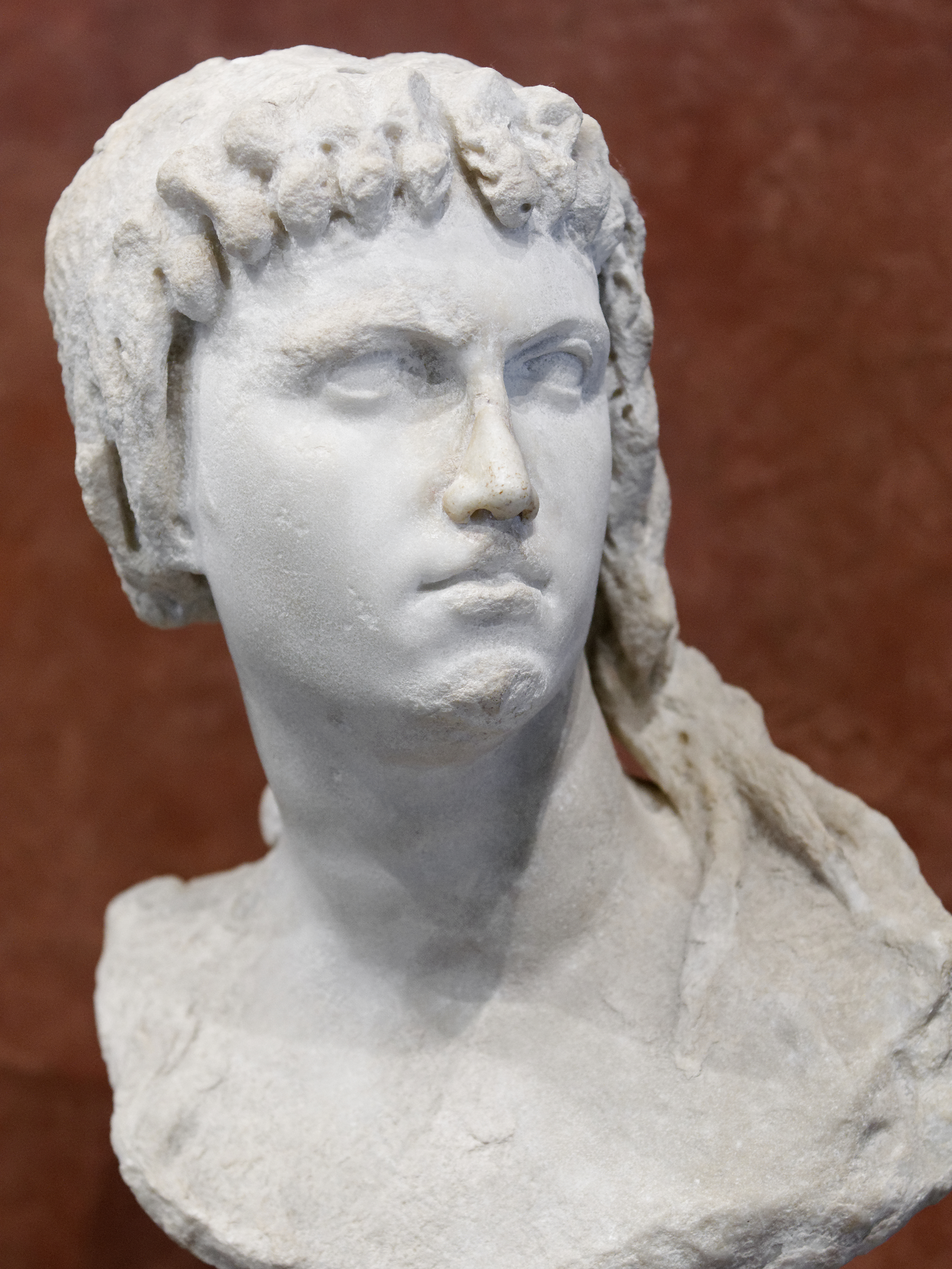
Cleopatra II

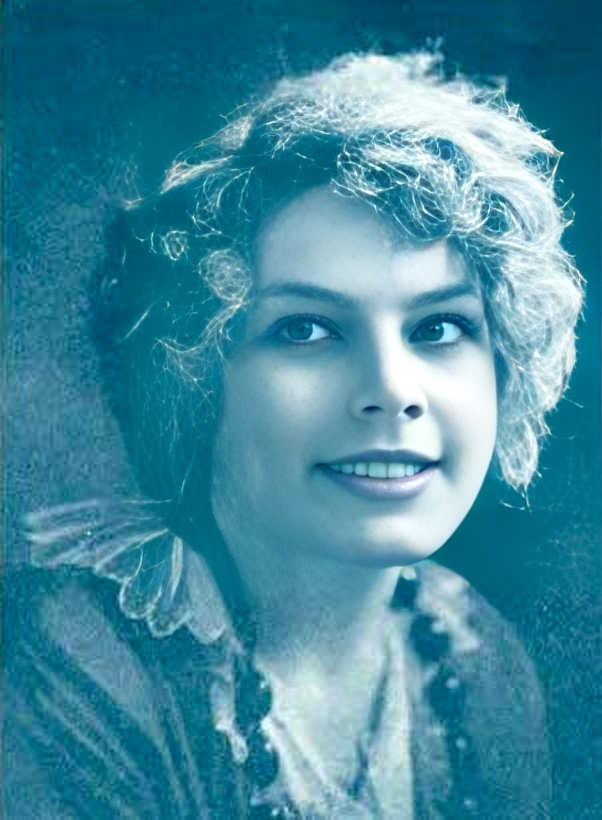
Cleo Ridgely

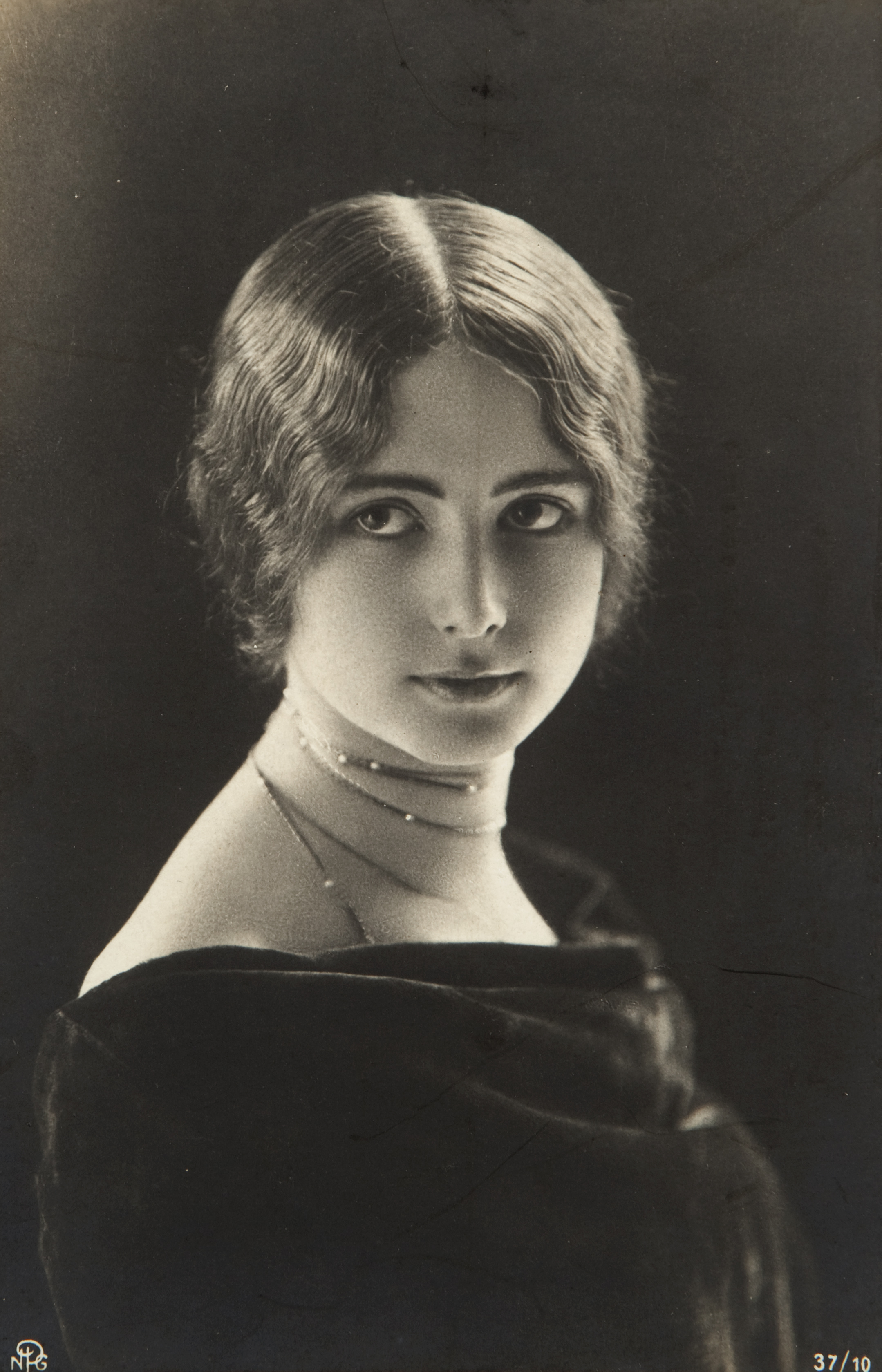
Cléo de Mérode

- Cleopatra Borel, atleta trinidadiana
- Cleopatra Coleman, attrice australiana
- Cleopatra Stratan, cantante moldava

### Figure storiche
- Cleopatra I, regina dal 180 al 176 a.C.
- Cleopatra II, figlia delle precedente, regina d'Egitto dal 145 al 116 a.C.
- Cleopatra III, figlia della precedente, regina d'Egitto dal 127 al 101 a.C.
- Cleopatra IV, figlia della precedente, regina d'Egitto dal 116 al 115 a.C.
- Cleopatra V o Cleopatra Selene, regina d'Egitto dal 115 al 107 a.C. e regina dell'impero seleucide dal 103 al 90 a.C. circa
- Cleopatra VI o Cleopatra Trifena, regina d'Egitto dal 58 al 57 a.C.
- Cleopatra VII o Cleopatra Tea Filopatore, ultima regina d'Egitto, dal 52 al 30 a.C.
- Cleopatra VIII, figlia della precedente, regina consorte di Numidia dal 25 a.C. al 6 d.C.
- Cleopatra Euridice, moglie di Filippo II di Macedonia
- Cleopatra Tea, sovrana dell'impero seleucide dal 125 al 121 a.C.
- Cleopatra di Gerusalemme, quinta moglie di Erode il Grande
- Cleopatra di Macedonia, sorella di Alessandro Magno

### Variante Cleo
- Cleo Balbo, schermitrice e mezzofondista italiana
- Cleo Demetriou, attrice britannica
- Cleo Madison, attrice, regista e produttrice cinematografica statunitense
- Cleo Massey, attrice e regista australiana
- Cleo Ridgely, attrice statunitense
- Cleo Romagnoli, stilista italiana

### Variante Cléo
- Cléo de Mérode, ballerina francese

## Il nome nelle arti
- Cleopatra è la protagonista della serie televisiva Cleopatra 2525.
- Cleopatra è un personaggio del film del 1972 Lo scopone scientifico, diretto da Luigi Comencini.
- Cleopatra Jones è la protagonista del film del 1973 Cleopatra Jones, licenza di uccidere, diretto da Jack Starrett.
- Cleo è una canzone di Ivan Graziani del 1981.
- Cleo è un personaggio Disney, apparso per la prima volta nel film d'animazione del 1940 Pinocchio.
- Cleo Finch è un personaggio della serie televisiva E.R. - Medici in prima linea.